# Mercy (film 2014)
Mercy è un film del 2014 diretto da Peter Cornwell ed interpretato da Frances O'Connor, Shirley Knight, Chandler Riggs, Joel Courtney, Dylan McDermott e Mark Duplass. Esso è basato sul racconto "La nonna" di Stephen King, incluso nella raccolta Scheletri. Il film è stato pubblicato direttamente in video dalla Universal Pictures Home Entertainment il 7 ottobre 2014.

## Trama
Due ragazzi, George e Buddy McCoy, si trasferiscono con la madre single presso la casa dell'anziana nonna Mercy che sta morendo. Ben presto i due fratelli iniziano a sperimentare strani fenomeni paranormali e scopriranno che la loro nonna è in realtà una strega.

## Produzione
Il 25 ottobre 2012 venne annunciato che Peter Cornwell avrebbe diretto il film da una sceneggiatura di Matt Greenberg e che Frances O'Connor era stata assunta come protagonista del film. Il 30 novembre 2012 è stato annunciato che Chandler Riggs e Joel Courtney si erano uniti al cast del film nei due ruoli principali.
Le riprese del film si sono svolte nei primi mesi del 2013.

## Distribuzione
Il film è stato distribuito su video on demand, DVD e Blu-ray dalla Universal Pictures Home Entertainment il 7 ottobre 2014.

## Differenze con il racconto
- Nel racconto la madre di George è costretta a lasciarlo da solo in casa con la nonna per andare all'ospedale dove è stato ricoverato l'altro figlio. Nel film l'intera famiglia si trasferisce a casa della nonna.
- Il racconto si svolge tutto in una notte tempestosa mentre il film si svolge in un periodo di tempo molto più lungo.
- Molti personaggi del film non sono presenti nel racconto.
- Nel racconto il nome della zia è Flo mentre nel film è Jinny.

## Citazioni
- Il nome della casa di riposo (R. L. Flag Home for the Aged) è un omaggio al personaggio Randall Flagg del romanzo L'ombra dello scorpione di Stephen King.
- Il tipo di pannoloni per adulti sono del marchio Bachman. Richard Bachman è uno pseudonimo usato da Stephen King.